# ラスト・ワード
ラスト・ワード（英: Last Word）はジンとシャルトリューズヴェール（グリーン）を用いたカクテル。

## 概要
「Last Word」は「最後の乾杯」の意味。
デトロイト・アスレチック・クラブで誕生したカクテルであるが、当時のアメリカ合衆国は禁酒法時代の真っ只中ということもあり、考案者の名前は伏せられている。その後、このカクテルは歴史の中に埋もれて忘れられていた。新たな創作カクテルのムーブメントが起きていた2004年になってシアトルの「ジグザグ・カフェ（英: the Zig Zag Café）」のバーテンダーマレー・ステンソン（英: Murray Stenson）が1951年刊行のカクテルブック『ボトムズ・アップ!（英: Bottoms Up!）』に記載されているレシピを再発見し、復刻させた。
上記のように禁酒法時代に考案されたと考えられていたが、デトロイト・アスレチック・クラブの歴史に詳しいKen Voylesによる2009年の調査によって禁酒法以前である1917年にクラブで発行された会員向け雑誌に記載されているディナーメニューにラスト・ワードが掲載されていることが発見された。

## レシピの例
国際バーテンダー協会によるレシピの例を以下に記す。
材料
- ジン - 22.5ml
- シャルトリューズ - 22.5ml
- マラスキーノ - 22.5ml
- ライムジュース - 22.5ml

作り方
1. 材料をシェイクする。
2. カクテルグラスに注ぐ。